# براين أوليفر (لاعب كرة سلة مواليد 1990)
براين أوليفر (بالإنجليزية: Brian Oliver)‏ مواليد 5 سبتمبر 1990 في نيوجيرسي، هو لاعب كرة سلة محترف أمريكي بدأ مسيرته الاحترافية في سنة 2014. يبلغ طوله 6 قدم 7 بوصة (2.0 م). لعب في دوري كندا الوطني لكرة السلة. لعب كرة السلة الجامعية في معهد جورجيا التقني.

## روابط خارجية
- براين أوليفر على موقع كلية كرة السلة في سبورتس رفرنس.كوم (الإنجليزية)
- براين أوليفر على موقع بروبوليرز (الإنجليزية)